# Ba-pef
Ba-pef (Ba-pef) ist eine altägyptische Unterweltsgottheit.
Das Wesen des Ba-pef ist unklar. Vermutlich handelt es sich dabei um eine Gottheit des Schmerzes und des Kummers. Die Übersetzung seines Namens bedeutet „diese/jene Seele“ und lässt darauf schließen, dass dieser unspezifische Name aus Angst oder wegen eines Tabus, den richtigen Namen zu verwenden, gewählt wurde. Das Haus des Ba-pef in der Unterwelt wird in den Pyramidentexten genannt, jedoch fehlen weitere Einzelheiten über die Gottheit.
In Gizeh wurden im Grab von Meresanch III. Hinweise auf eine Priesterschaft des Ba-pef zur Zeit des Alten Reiches gefunden. Allerdings scheint diese Gottheit zu keiner Zeit von großer Bedeutung gewesen zu sein.